# 広田順
広田 順（ひろた じゅん、1925年（大正14年）8月3日 - 2003年（平成15年）9月10日）は、アメリカ合衆国ハワイ準州オアフ島ホノルル出身の元プロ野球選手（捕手）・コーチ・監督。愛称はカーリー。
イラストレーターの柳原良平は再従兄弟にあたる。

## 経歴
マッキンレー高校からハワイ大学を経て、ノンプロチーム「ハワイ朝日軍」で捕手を務めていたが、同じくハワイ生まれの日系二世で前年度に来日していた与那嶺要の「カーリー（広田のこと）なら大丈夫」との太鼓判もあり、1952年に来日し読売ジャイアンツに入団。当時の年齢は27歳とされていたが、頭髪が真っ白で、千葉茂は著書で5歳ほどサバを読んでいたのではと述べている。愛称はカーリーだったが、髪が縮れ毛だったことからチームメイトからはキューリーと呼ばれた。
1年目から79試合にマスクを被って楠協郎を押しのけて正捕手となり、同年オールスターゲームにも出場する。2年目の1953年から1955年まで3年連続でベストナインを受賞するとともに、新人から4年連続でオールスターにも選出された。
1954年頃から若い藤尾茂の台頭により徐々に出場試合が減り始め、1955年の南海との日本シリーズで藤尾が大活躍して以降はレギュラーを譲る形となり、1956年限りで現役を引退。捕手として423試合出場はNPBの外国人選手として最多である。
引退後はハワイに戻ってアマチュア野球の指導をしていたが、近鉄でスカウト、二軍監督（1971年 - 1972年）→一軍バッテリーコーチ（1973年）を歴任。　
2003年9月10日に老衰のためアメリカハワイ州ホノルル郊外の老人ホームで死去。78歳没。

## 選手としての特徴
強肩から投じる二塁送球は低い軌道を描き、投手はかなり低い姿勢を取らないと送球に当たってしまう危険があるほどであった。ある年のオールスターゲームでバッテリーを組んだ別所毅彦は、広田の二塁送球を背中に受けて大変痛い思いをしたという。
ワンバウンド投球に対して身を挺して身体で止め、滅多に逸らすことはなかったが、上半身には投球が当たった青あざが多数あった。第二期黄金時代の巨人が誇った別所毅彦・藤本英雄・中尾碩志・大友工ら剛球投手の球を受け続けたために、キャッチャーミットを填めていた左手の指は5本とも曲がっていた。ある時、ファウルチップを取り損ねて人差し指が後ろを向くほど変形したが、自分で元に戻してプレーを続けたこともあった。一方、身のこなしは軽く、入団早々ファウルボールを追いかけてベンチに倒れ込んだが、怪我をしなかった。
エース格であった別所曰く、リードは強気でピンチの際にも決して逃げることはなかった一方、相手打者をよく観察して裏をかくこともうまかった。

## 詳細情報

### 年度別打撃成績
| 年 度     | 球 団     | 試 合 | 打 席 | 打 数 | 得 点 | 安 打 | 二 塁 打 | 三 塁 打 | 本 塁 打 | 塁 打 | 打 点 | 盗 塁 | 盗 塁 死 | 犠 打 | 犠 飛 | 四 球 | 敬 遠 | 死 球 | 三 振 | 併 殺 打 | 打 率 | 出 塁 率 | 長 打 率 | O P S |
| --------- | --------- | ----- | ----- | ----- | ----- | ----- | -------- | -------- | -------- | ----- | ----- | ----- | -------- | ----- | ----- | ----- | ----- | ----- | ----- | -------- | ----- | -------- | -------- | ----- |
| 1952      | 巨人      | 91    | 261   | 235   | 28    | 65    | 11       | 2        | 4        | 92    | 23    | 3     | 3        | 3     | --    | 21    | --    | 2     | 18    | 3        | .277  | .341     | .391     | .733  |
| 1953      | 巨人      | 115   | 434   | 385   | 52    | 93    | 17       | 0        | 5        | 125   | 39    | 4     | 1        | 10    | --    | 33    | --    | 6     | 36    | 5        | .242  | .311     | .325     | .636  |
| 1954      | 巨人      | 106   | 379   | 344   | 49    | 90    | 3        | 4        | 9        | 128   | 37    | 3     | 1        | 6     | 3     | 23    | --    | 3     | 44    | 10       | .262  | .314     | .372     | .686  |
| 1955      | 巨人      | 97    | 340   | 297   | 32    | 66    | 11       | 1        | 6        | 97    | 30    | 7     | 0        | 3     | 1     | 35    | 2     | 4     | 33    | 4        | .222  | .313     | .327     | .639  |
| 1956      | 巨人      | 30    | 72    | 69    | 6     | 20    | 1        | 1        | 2        | 29    | 15    | 1     | 0        | 0     | 0     | 3     | 0     | 0     | 11    | 1        | .290  | .319     | .420     | .740  |
| 通算：5年 | 通算：5年 | 439   | 1486  | 1330  | 167   | 334   | 43       | 8        | 26       | 471   | 144   | 18    | 5        | 22    | 4     | 115   | 2     | 15    | 142   | 23       | .251  | .318     | .354     | .672  |

### 表彰
- ベストナイン：3回 （捕手部門：1953年 - 1955年）

### 記録
- オールスターゲーム出場：4回 （1952年 - 1955年）

### 背番号
- 6 （1952年 - 1956年）
- 30 （1971年）
- 60 （1972年 - 1973年）